# Filtre electrònic

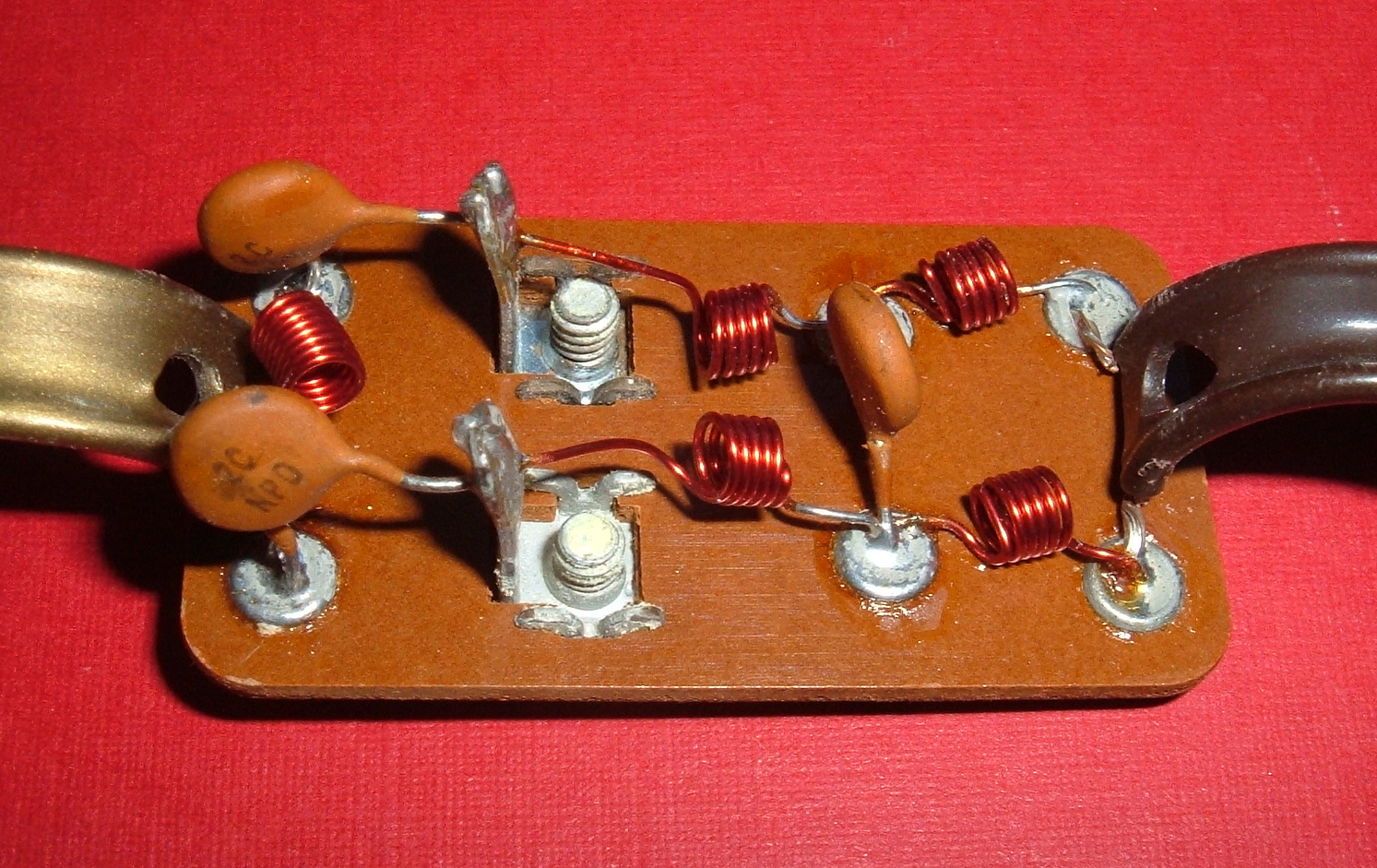
Divisor de senyal de televisió que consta d'un filtre de pas alt (esquerra) i un filtre de pas baix (a la dreta). L'antena està connectada als terminals de cargol a l'esquerra del centre.

Un filtre electrònic és un circuit electrònic que discrimina una determinada freqüència o gamma de freqüències d'un senyal elèctric que hi passa, modificant-ne tant l'amplitud com la fase. Existeixen diferents tipus de filtres en funció de les freqüències que deixi passar. Així, si en deixa passar les freqüències baixes, intermèdies o altes, el filtre es dirà filtre passabaix, passabanda o passaalt respectivament. També hi ha altres tipus de filtres, d'entre els quals destaquen els filtres FIR, filtres IIR, filtres de Butterworth, filtres Kalman, etc. Aquests tenen una utilitat més específica que no depèn tan sols de la freqüència que discriminin.
Els filtres electrònics es formen amb la interconnexió de components passius, com resistències, condensadors i bobines; i components actius, com transistors, amplificadors operacionals, etc.

## Característiques

### Funció de transferència
Independentment de com s'ha dissenyat el filtre (ja sigui analògic, digital o mecànic) la forma de comportar-se d'un filtre es descriu per la seva funció de transferència. Aquesta descriu la forma en què el senyal aplicat canvia en amplitud i fase en travessar el filtre. La funció de transferència escollida caracteritza el filtre. Alguns dels filtres habituals són:
- Filtre de Butterworth, amb una banda de pas suau i un tall agut.
- Filtre de Txebixev, amb un tall agut, però amb una banda de pas amb ondulacions.
- Filtre el·líptic o de Cauer, que aconsegueixen una zona de transició més abrupta que els anteriors a canvi d'oscil·lacions en totes les seves bandes.
- Filtre de Bessel, que en el cas de ser analògic, assegura una variació de fase constant.

Es pot arribar a expressar matemàticament la funció de transferència en forma de fracció amb les transformades en freqüència adequades:

Els valors que anul·len el numerador són els zeros, i els que anul·len el denominador són pols. Els nombre de pols i zeros indica l'ordre del filtre, i el seu valor determina les característiques del filtre, com la seva resposta en freqüència i estabilitat.

### Ordre
L'ordre d'un filtre descriu el grau d'acceptació o rebuig de freqüències per sobre o per sota de la freqüència de tall. Un filtre de primer ordre amb freqüència de tall (F), presentarà una atenuació de 6 dB en la primera octava (2F), 12 dB en la segona octava (4F), 18 dB en la tercera octava (8F) i successivament. Un de segon ordre tindria el doble de pendent en l'escala logarítmica. Això es relaciona amb els pols i els zeros: els pols fan que el pendent pugi fins a 20 dB i els zeros que baixi, així els pols i els zeros poden compensar el seu efecte.
Per realitzar filtre analògics d'ordres més alts se sol realitzar una connexió en sèrie de filtres de primer i segon ordre perquè a major ordre el filtre es fa més complex. Malgrat això, en filtre digitals és habitual veure ordres superiors a 100.

## Tipus de filtre
Tenint en compte els seus components, naturalesa dels senyals amb què treballen, a resposta en freqüència i el mètode de disseny, els filtres es classifiquen en diferents grups.

### Segons la resposta en freqüència
- Filtre passabaix: Un filtre passa-baix correspon a un filtre caracteritzat per permetre el pas de les freqüències més baixes i atenuar les freqüències més altes. El filtre requereix dos terminals d'entrada i dos de sortida, d'una caixa negra, també anomenada quadripol o biport, així totes les freqüències es poden presentar a l'entrada, però a la sortida només estaran presents les que permeti passar el filtre (aplicant-hi així l'efecte del filtre). De la teoria s'obté que els filtres estan caracteritzats per les seves funcions de transferència, així qualsevol configuració d'elements actius o passius que aconsegueixin certa funció de transferència seran considerats un filtre de cert tipus.
- Filtre passaalt: Un filtre passa-alt és un circuit format per una resistència i un condensador connectats en sèrie de manera que aquest permet només el pas de freqüències per sobre d'una freqüència en particular anomenada freqüència de tall (Fc) i atenua les freqüències per sota d'aquesta freqüència. Aquests filtres RC no són perfectes per la qual cosa es fa l'anàlisi en el cas ideal i el cas real. El filtre passa-alt ideal és un circuit que permet el pas de les freqüències per sobre de la freqüència de tall (Fc) i elimina les que siguin inferiors a aquesta. Òbviament això en l'actualitat no és possible.
- Filtre passabanda: És aquell que permet el pas de les components freqüencials contingudes en un determinat rang de freqüències, entre una freqüència de tall superior (FH) i una d'inferior (FL).
- Filtre banda eliminada: És el que dificulta el pas de les components freqüencials contingudes en un rang determinat de freqüències entre una freqüència de tall superior i una altra d'inferior.
- Filtre multibanda: És el que presenta diversos rangs de freqüències on hi ha un comportament diferent.
- Filtre variable: És aquell que pot canviar els seus marges de freqüència.

#### Filtres actius i passius
- Filtre passiu: És el format únicament per components passius com resistències, condensadors i bobines. Es fan servir per separar unes freqüències de la resta de l'espectre, no tenen guany en potència i són relativament difícils de sintonitzar.
- Filtre actiu: És aquell que pot presentar guany a tota o una part del senyal de sortida respecte a l'entrada. En la seva implementació es combinen elements actius i passius. És habitual l'ús de l'amplificador operacional, que permet obtenir ressonància i un elevat factor Q sense utilitzar bobines. Es fan servir amb la mateixa finalitat que els passius. A causa dels amplificadors, tenen guany en potència i són relativament fàcils de sintonitzar.

##### Filtres analògics i digitals
Segons la natura dels senyals tractats:
- Filtre analògic: Dissenyat per tractar senyals analògics. És el filtre clàssic. Dissenyat amb components analògics com ara resistències, condensadors i amplificadors operacionals.
- Filtre digital: Dissenyat per tractar senyals digitals. Un xip o microprocessador s'encarrega del càlcul del senyal de sortida en funció d'uns paràmetres programats a l'interior de l'electrònica. Electròniques típiques per al càlcul de filtres digitals són les FPGAs, DSPs, microprocessadors i microcontroladors (inclosos els ordinadors i PACs).

Avui dia la majoria de filtres són digitals a causa dels beneficis dels sistemes digitals enfront dels analògics: repetitibilitat, estabilitat, redefinibles per programari en comptes de maquinari, grandària, etc.

## Altres filtres
- Filtre piezoelèctric És aquell que aprofita les propietats ressonants de determinats materials com el quars.

A finals de la dècada dels 1930, els enginyers es va adonar que els petits sistemes mecànics de materials rígids com el quars ressonaven acústicament amb les freqüències de ràdio, és a dir, de les freqüències audibles (So) fins a diversos centenars de megahertz. Alguns ressonadors primers eren d'acer, però el quars es va convertir ràpidament en el favorit. El major avantatge del quars és que és piezoelèctric. Això significa que els ressonadors de quars poden convertir directament els seus propis moviments mecànics en senyals elèctrics. El quars també té un molt baix coeficient d'expansió tèrmica, el que significa que els ressonadors de quars poden produir freqüències estables en un ampli interval de temperatures.
Un altre tipus de filtre pot ser la ferrita que hi ha en molts cables, per exemple en el de les pantalles d'ordinador, que té la propietat de presentar distinta impedància a alta i baixa freqüència.

## Aplicacions
- Filtre passabanda: aquests filtres tenen aplicació en equalitzadors d'àudio, fent que unes freqüències s'amplifiquin més que altres. Una altra aplicació és la d'eliminar sorolls que apareixen al costat d'un senyal, sempre que la freqüència d'aquest sigui fixa o coneguda. Fora de l'electrònica i del processament de senyal, un exemple pot ser dins el camp de les ciències atmosfèriques, on són usats per manejar les dades dins d'un interval de 3 a 10 dies.

- Filtre passaalt: les aplicacions més comunes dels filtres passa-alt son eliminar o reduir la informació no desitjada en l'espectre d'àudio per sota de 40-70 hertzs. Això elimina el senyal de sub-audio (per sota de la freqüència audible) per protegir els altaveus contra danys i evitar pèrdues de potència de l'amplificador.

- Filtre de banda eliminada: Aquests filtres són útils per eliminar interferències a freqüències conegudes, com per exemple, les interferències que la xarxa elèctrica provoca sobre els equips i que està fixada a 50 Hz.